# خوسيه لوبيز روبيو
خوسيه لوبيز روبيو (بالإسبانية: José López Rubio)‏ هو كاتب مسرحي وكاتب سيناريو وكاتب ومخرج إسباني، ولد في 13 ديسمبر 1903 في غرناطة في إسبانيا، وتوفي في 2 مارس 1996 في مدريد في إسبانيا.

## وصلات خارجية
- خوسيه لوبيز روبيو على موقع IMDb (الإنجليزية)
- خوسيه لوبيز روبيو على موقع ألو سيني (الفرنسية)
- خوسيه لوبيز روبيو على موقع قاعدة بيانات الأفلام السويدية (السويدية)
- خوسيه لوبيز روبيو على موقع قاعدة بيانات الفيلم (الإنجليزية)
- خوسيه لوبيز روبيو على موقع كينوبويسك (الروسية)